# Duke Groner
Edward "Duke" Groner (Ardmore, 24 maart 1908 – Chicago, 7 november 1992) was een Amerikaanse jazz-zanger en -bassist.
Na zijn studie aan Wiley College werd hij lid van de band van Nat Towles, waar hij enkele jaren werkte. Met enkele sidemen uit diens band speelde hij met Horace Anderson in Apollo Theater en de Savoy Ballroom. Nadat deze groep werd opgeheven werd hij naast Betty Roche de huiszanger van Minton's Playhouse, waar hij werkte met Kenny Clarke en Thelonious Monk. Hierna werkte hij kort in de band van Jimmie Lunceford, om vervolgens terug te keren naar Chicago waar hij zong in Hendersons nieuwe band. De groep liep tijdens de oorlog leeg vanwege de dienst en Groner zocht zijn heil daarna bij andere musici, waaronder Buster Bennett en Wild Bill Davison. In die jaren ging hij ook contrabas spelen en eind jaren veertig had hij een trio met Horace Palm en Emmett Spicer, waarmee hij opnam voor Aristocrat, later opgegeten door Chess Records. In de jaren vijftig speelde hij onder meer met Kirk Stuart.